# Sos olandez

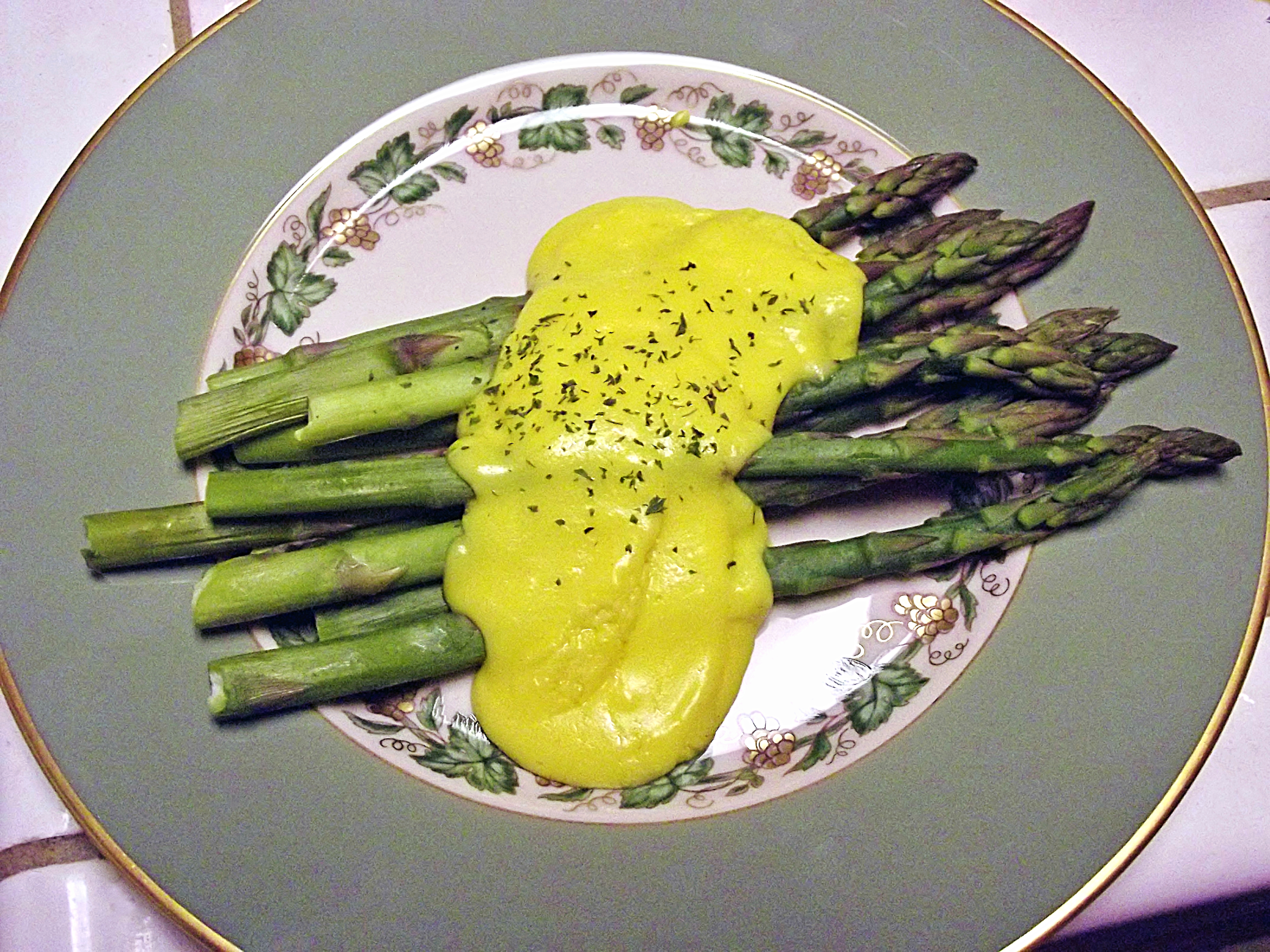
Sos olandez cu sparanghel verde

Sosul olandez este o emulsie fierbinte de oțet și unt, clarificat uneori, în care gălbenușul de ou este folosit ca agent de emulsionare. Sosul a fost creat în mod asemănător deja în secolul al XVI-lea. Se potrivește la pește fript, carne friptă la grătar ori în tigaie, dar și la rasol de pește, ouă Benedict sau legume, îndeosebi la sparanghel și conopidă.

## Istorie

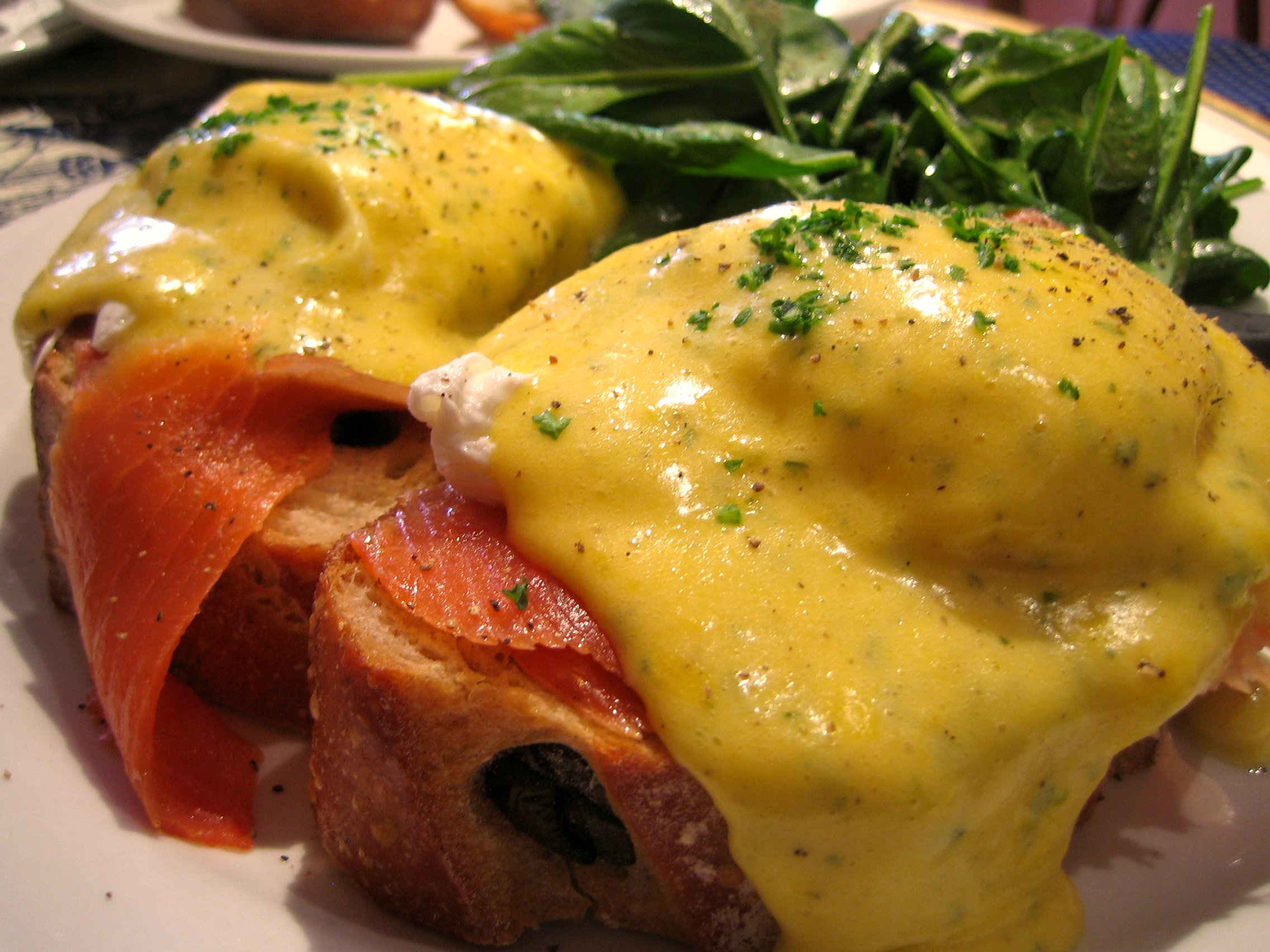
Œufs à la royale cu sos olandez

Se spune, că acest sos ar fi fost inventat în anii războiului franco-olandez (1672–78) în timpul domniei lui Ludovic al XIV-lea, de unde ar proveni și numele. Pe de altă parte, unii istorici cred că a fost inventat în Țările de Jos, apoi adus în Franța de hughenoți. Fapt este, că o rețetă pentru sos olandez apare într-o carte de bucate olandeză scrisă de Carel Baten, care datează din 1593. În 1651, François Pierre de La Varenne a descris un sos similar în cartea sa de bucate revoluționară „Le cuisinier François”: „... avec du bon beurre frais, un peu de vinaigre, sel et muscade, et un jaune d’œuf pour lier la sauce”  („... cu unt proaspăt bun, un pic de oțet, sare, nucșoară și, precum un gălbenuș de ou pentru a lega sosul”).
Cei mai mulți istorici sunt de acord că sosul olandez originar provine din Normandia, pe atunci numit sos Isigny, pe baza orașul Isigny-sur-Mer. La acea vreme, localitatea a fost bine cunoscută pentru producția ei de unt excelent.  În timpul Primului Război Mondial, producția de unt s-a oprit aproape total în Franța și a trebuit să se importe unt de calitate inferioară din Olanda. De aceea, bucătarii francezi au fost nevoiți să diferențieze calitatea probabil ceva mai scăzută a untului olandez importat, denumind sosul Isigny preparat cu unt olandez, sos olandez. După război, deși s-a găsit din nou suficient unt franțuzesc, numele s-a menținut, fiind mai sonor și mai ușor de pronunțat.

## Rețeta sosului olandez

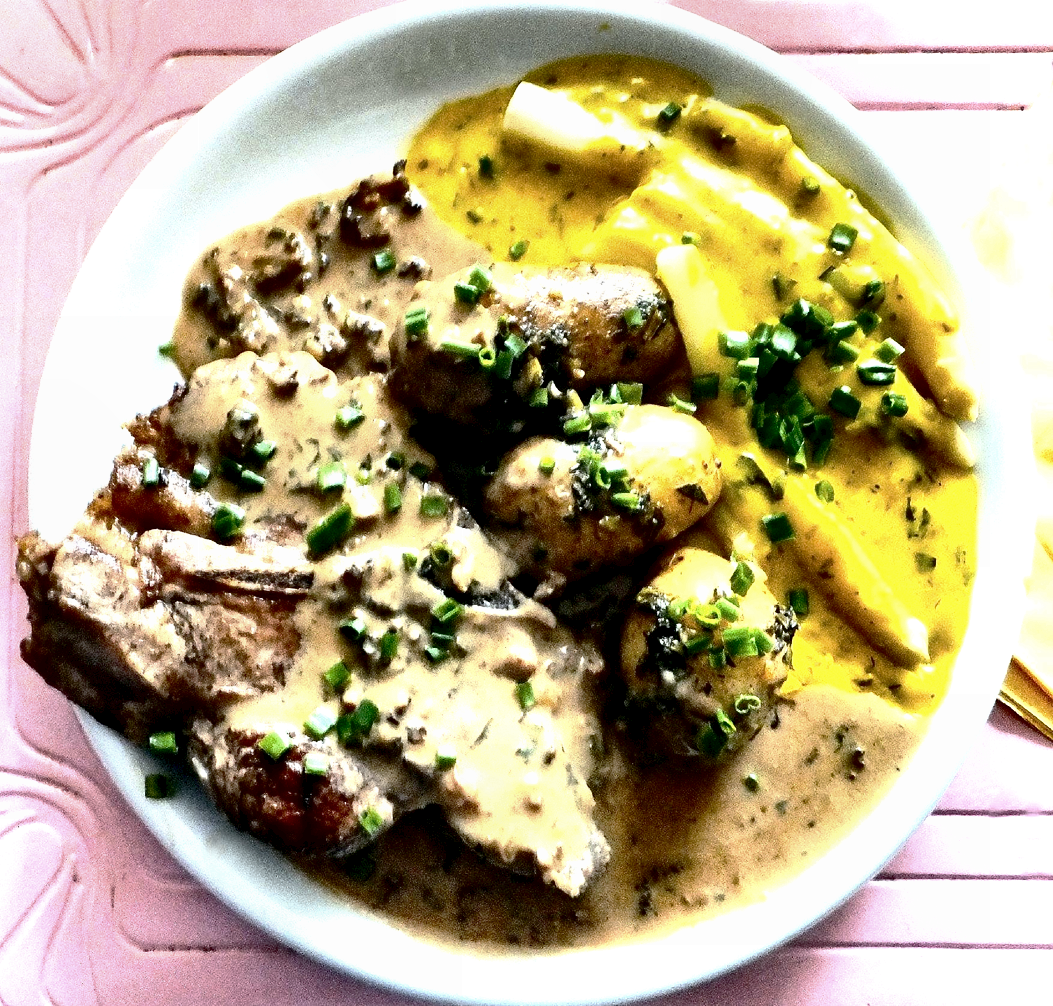
Cotlet/vițel, sparanghel, cartofi noi, sos olandez și de zbârciogi

Ingrediențele necesare pentru 4-6 porții după Paul Bocuse sunt:
- 1,5 linguri oțet alb
- 3 linguri de apă
- sare fină
- piper negru măcinat proaspăt
- 4 gălbenușuri de ouă de găină
- 2 linguri de apă
- 250 gr unt alb rece, nesărat de calitate superioară (dulce, nu acrit)

Timpul necesar pentru preparare: 15 minute.

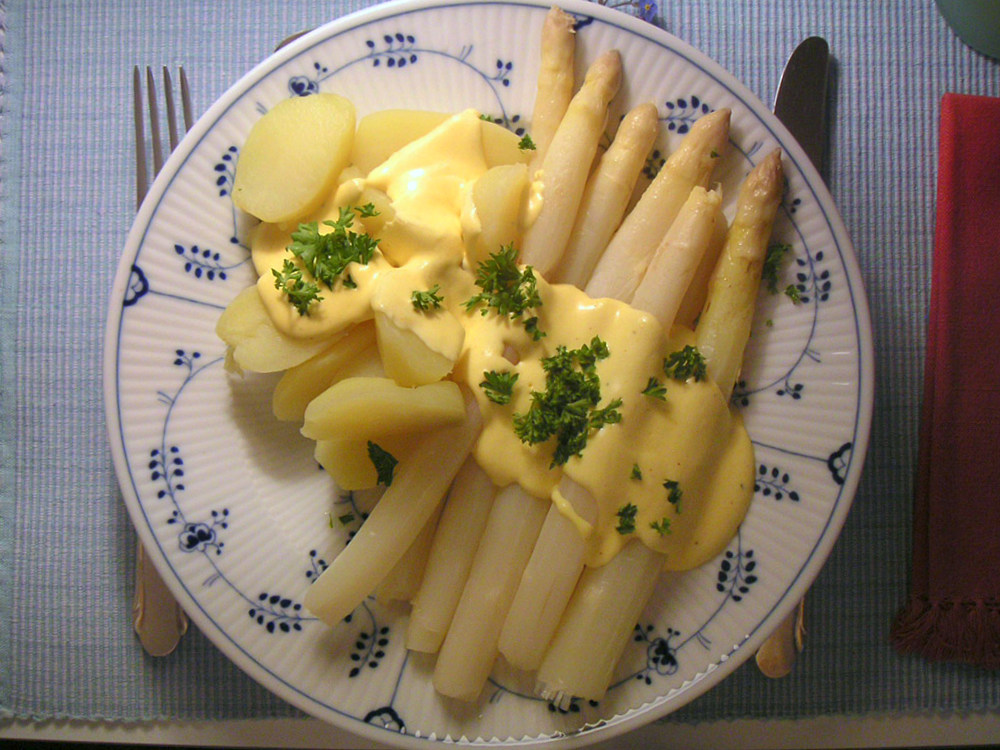
Sparanghel alb și cartofi cu sos olandez

## Prepararea sosului olandez

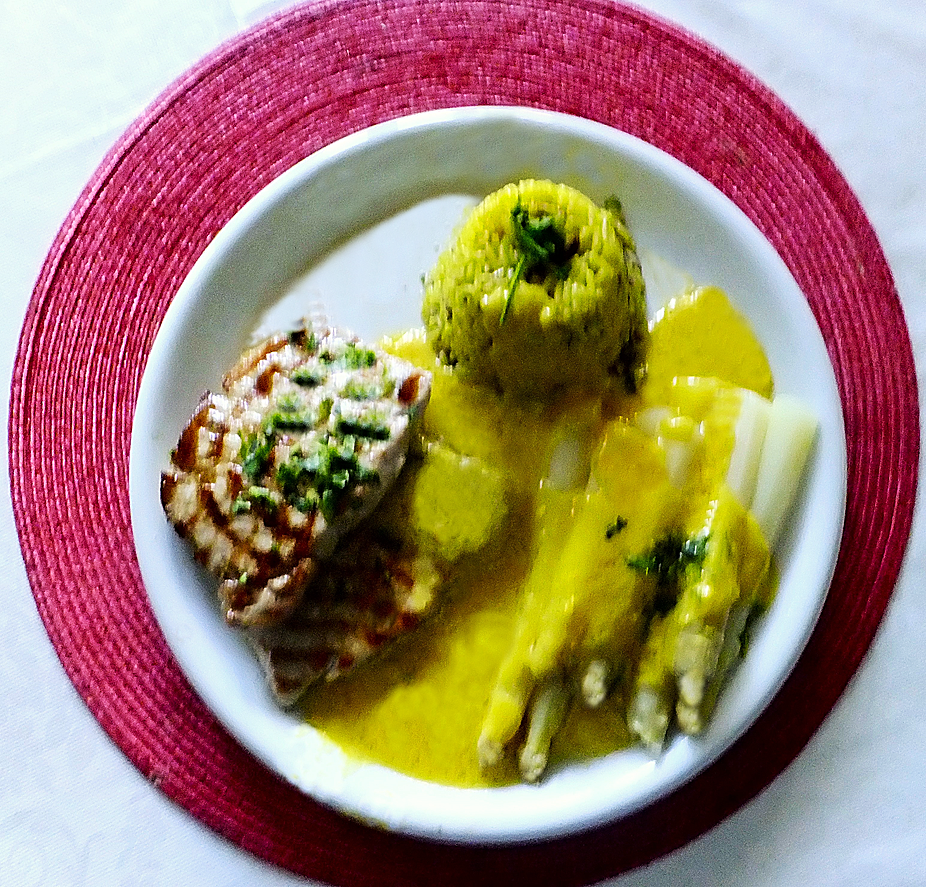
Fripturi de porc, orez, sparanghel, sos olandez

Mai întâi se prepară într-o cratiță mică un așa numit „gastrique”, în care oțetul, apa, sarea și piperul se reduc la jumătate și se lasă să se răcească. În continuare se amestecă gălbenușurile cu două linguri de apă rece, care se bat cu un tel, încălzindu-le la foc potrivit pe baie de apă, până ce capătă o consistență cremoasă. Se adaugă untul rece la rând, în bucățele mici sau topit (en pommade) în picături, întotdeauna după ce s-a dizolvat pe deplin în emulsie untul adăugat anterior. Dacă sosul devine prea gros, se pun una-două lingurițe de apă caldă. Sosul poate fi ținut la cald într-o bain-marie.
Prepararea cu zeamă de lămâie sau chiar cu vin alb nu corespunde cu rețeta originală a sosului olandez. Calitatea ei suferă și în cazul unei mixturi cu sos de unt. 

## Variante
Există mai multe variante al sosului olandez. Cele mai cunoscute sunt: 
- Sos bavarez: Se adaugă hrean și cimbrișor.
- Sos bearnez: Se adaugă șalote, tarhon și hasmațuchi.
- Sos Dijon: Se adaugă muștar alb de Dijon.
- Sos fleurette: Se adaugă smântână (creme fraîche).
- Sos maltez: Se adaugă suc de două portocale maltaise sanguine sau moro mici și câteva picături de Blue Curaçao pentru cantitatea olandezei descrise mai sus.
- Sos mousseline (Chantilly): Este un sos olandez care se amestecă la o treime al volumului său cu frișcă bătută.
- Sos noisette: Se completează cu 2 linguri (50 grame) de alune pulbere sau rase, pentru cantitatea olandezii indicată sus.

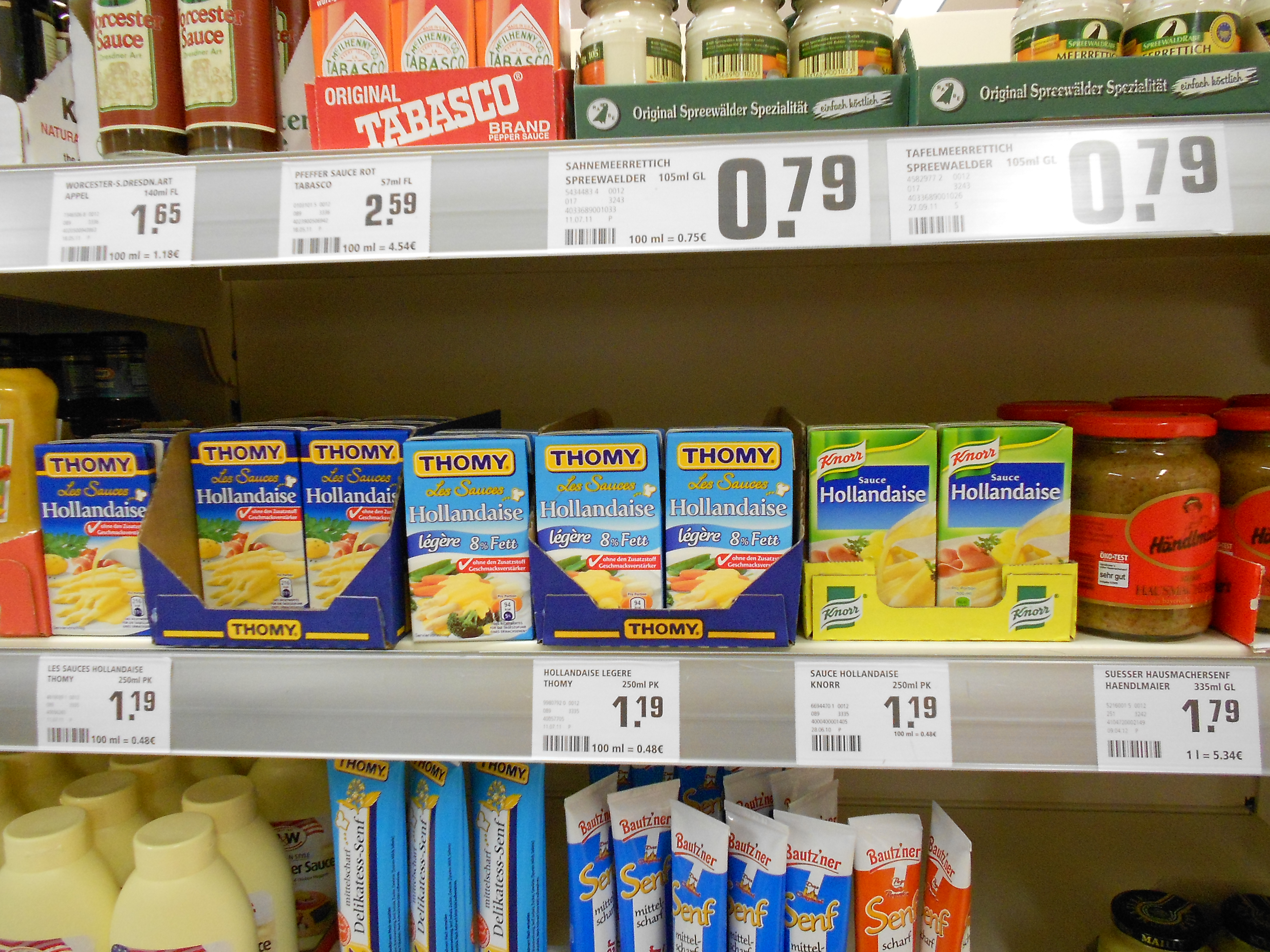
Sosul olandez ca produs industrial

## Produsul industrial
Sosul olandez se poate cumpăra și ca produs al industriei alimentare gata preparat, dar are de obicei puțin în comun cu rețeta originară. În loc de unt, sosul olandez produs industrial conține de obicei ulei vegetal și se adăuga lângă gălbenușurile de ou alți emulgatori ca agenți de îngroșare. Alte ingrediențe sunt adesea diverze arome, ca de exemplu  diacetil (aromă de unt) și diferite alte  condimente artificiale. Parțial, sosul este colorat cu  coloranți alimentari ca Capsantina sau caroten. Curtea de Justiție a Uniunii Europene a decis, în 1995, că acest sos, cu toate că conține grăsime vegetală în loc de unt, poate fi numit „sos olandez”. 